# I-League 2015-2016
L'I-League 2015-2016 (nota come AirTel I-League per motivi di sponsorizzazione) è stata la nona edizione della I-League, il campionato professionistico indiano calcio club, sin dalla sua istituzione nel 2007.

## Squadre
| Squadra         | Luogo                | Stadio                  |
| --------------- | -------------------- | ----------------------- |
| Aizawl          | Aizawl               | Lammual Stadium         |
| Bengaluru       | Bangalore, Karnataka | Sree Kanteerava Stadium |
| DSK Shivajians  | Pune, Maharashtra    | Balewadi Stadium        |
| East Bengal     | Kolkata, West Bengal | Salt Lake Stadium       |
| Mohun Bagan     | Kolkata, West Bengal | Salt Lake Stadium       |
| Mumbai          | Mumbai, Maharashtra  | Cooperage Ground        |
| Salgaocar       | Vasco da Gama, Goa   | Tilak Maidan Stadium    |
| Shillong Lajong | Shillong, Meghalaya  | Nehru Stadium           |
| Goa             | Goa                  | Fatorda Stadium         |

## Classifica
|                  | Pos. | Squadra         | Pt | G  | V  | N | P | GF | GS | DR |
| ---------------- | ---- | --------------- | -- | -- | -- | - | - | -- | -- | -- |
| India (bandiera) | 1.   | Bengaluru       | 32 | 16 | 10 | 2 | 4 | 24 | 17 | 7  |
|                  | 2.   | Mohun Bagan     | 30 | 16 | 8  | 6 | 2 | 32 | 16 | 16 |
|                  | 3.   | East Bengal     | 25 | 16 | 7  | 4 | 5 | 21 | 17 | 4  |
|                  | 4.   | Goa             | 22 | 16 | 5  | 7 | 4 | 24 | 20 | 4  |
|                  | 5.   | Mumbai          | 19 | 16 | 4  | 7 | 5 | 19 | 18 | 1  |
|                  | 6.   | Shillong Lajong | 18 | 16 | 4  | 6 | 6 | 14 | 21 | -7 |
|                  | 7.   | Aizawl          | 16 | 16 | 4  | 4 | 8 | 15 | 21 | -6 |
|                  | 8.   | Salgaocar       | 16 | 16 | 4  | 4 | 8 | 19 | 27 | -8 |
|                  | 9.   | DSK Shivajians  | 15 | 16 | 3  | 6 | 7 | 16 | 25 | -9 |

Legenda:

      Campione I-League e ammessa alle qualificazioni di AFC Champions League 2017.

      Ammessa ai play-off di AFC Champions League 2017.

      Retrocessa in I-League 2nd Division.

## Statistiche

### Classifica marcatori
| Gol |  |  | Giocatore             | Squadra         |
| --- |  |  | --------------------- | --------------- |
| 12  |  |  | Ranti Martins         | East Bengal     |
| 11  |  |  | Darryl Duffy          | Salgaocar       |
| 11  |  |  | Cornell Glen          | Mohun Bagan     |
| 7   |  |  | Aser Pierrick Dipanda | DSK Shivajians  |
| 6   |  |  | Odafa Onyeka Okolie   | Goa             |
| 5   |  |  | Sunil Chhetri         | Bengaluru       |
| 5   |  |  | Katsumi Yusa          | Mohun Bagan     |
| 5   |  |  | Jeje Lalpekhlua       | Mohun Bagan     |
| 5   |  |  | Sony Nordé            | Mohun Bagan     |
| 5   |  |  | Kim Song-Yong         | Bengaluru       |
| 5   |  |  | Sushil Kumar Singh    | Mumbai          |
| 4   |  |  | C.K. Vineeth          | Bengaluru       |
| 4   |  |  | Douhou Pierre         | DSK Shivajians  |
| 4   |  |  | Uilliams              | Shillong Lajong |